# Porcellidium parvulum
Porcellidium parvulum is een eenoogkreeftjessoort uit de familie van de Porcellidiidae. De wetenschappelijke naam van de soort is voor het eerst geldig gepubliceerd in 1879 door Haller.